# شهرستان گالاتین (مونتانا)
شهرستان گالاتین ، مونتانا (به انگلیسی: Gallatin County, Montana) یک سکونت گاه مسکونی در ایالات متحده آمریکا است که در ایالت مونتانا واقع شده‌ است.

## خصوصیات
شهرستان گالاتین ۶٬۸۱۶٫۸۹ کیلومترمربع مساحت دارد.